# Rhagophthalmus lufengensis
Rhagophthalmus lufengensis är en skalbaggsart som beskrevs av Li, Liang in Li, Ohba och Liang 2008. Rhagophthalmus lufengensis ingår i släktet Rhagophthalmus och familjen Rhagophthalmidae. Inga underarter finns listade i Catalogue of Life.